# Grue templomának tűzvésze
Grue templomának tűzvésze 1822. május 26-án következett be, Grue településen. A halálos áldozatok száma 113 és 117 közé tehető. Ez volt Norvégia történelmének legnagyobb tűzvésze.

## A templom
Grue régi temploma Skulstad közelében helyezkedett el, Kirkenærtől északnyugatra, Solør faluban. A templom legrégebbi része a 13. században épült rönkház technológiával. 1600 körül újjáépítették két oldalhajó hozzáépítésével, valamint mellékoltárokat és egy központi tornyot is építettek hozzá. A templomban mintegy 600–700 ember fért el.
Mind a főhajóba, mind pedig a mellékhajókba külön-külön ajtókon keresztül lehetett bemenni, melyek befelé nyíltak. Nyitott állapotban az ajtószárnyak eltorlaszolták a szabad átjárást a galériák felé. A festett ólomüveg ablakok magasan helyezkedtek el a falakon, és kívülről rácsozat borította azokat. A templom külső részét fenyőfa burkolat borította. Későbbi számítások alapján a templom szerkezetét mintegy 17 tonnányi gerenda alkotta, melyet 1600 és 1822 közt építettek be.

## A tűzvész
Pünkösdkor a templom zsúfolásig megtelt hívőkkel. Napos, száraz kora nyári idő volt. Az Iver Hesselberg által celebrált szertartás közepén a déli mellékhajó közepének külső részén tűz ütött ki, mely hamarosan behatolt az épületbe is. Mintegy 10–15 perc leforgása alatt az egész épület lángba borult, majd porig égett. Az emberek kimenekítését a befelé nyíló ajtók és a tömeg pánikba esése akadályozta, mivel mindenki megpróbált átgázolni a másikon, hogy ki tudjon jutni az épületből. A hatóságok adatai alapján 113 halálos áldozattal járt a tragédia, bár 116–117 áldozatról is született feljegyzés. Az összeégett holttestek közül csupán csak 7 felnőtt férfi maradványa került elő. Az áldozatok közül legkevesebb 45 fő 16 éven aluli gyermek volt. Sokan a galériákról lefelé vezető lépcsőn rekedtek. Ők hajadon nők voltak, mivel a galériát számukra tartották fenn. Voltak, akik megpróbálták az ajtószárnyakat nyitva tartani, ám ez a tömeg belülről érkező nyomása és a pokoli hőség miatt szinte lehetetlenné vált. Egyesek az ablakokon kiugorva menekültek meg, köztük volt a misét vezető plébános is. A túlélők közül nagyon sokan szenvedtek súlyos égési sérüléseket. Csupán egyetlen áldozatot sikerült azonosítani; Dines Guldberg Høegh földi maradványait egyik rokona ismerte fel. Június elsején az áldozatok maradványait 5 koporsóban temették el a tűzvész helyszínének közelében. Høegh külön koporsót kapott.
A tűz okát a mai napig nem sikerült feltárni. Az egyik elmélet szerint egy szikra okozta a tüzet, mely a templom gyertyáinak meggyújtása miatt az egyik templomi szolga által egy szomszédos farmról hozott lámpásból pattant ki. Egy másik elmélet szerint valaki nagyítóval szórakozott az épület külső részén. Az új templom homlokzatának alapjain egy emlékművet helyeztek el 1922-ben, melyet a tűzvész áldozatainak emlékére állítottak. Az új templom Kirkenær központjában 1828-ban épült fel. 2005-ben egy emléktáblát helyeztek el Skulstadban, annak a helynek a közelében, ahol a templom déli mellékhajója állt. 
A Glomma folyó mederváltozásai miatt a régi templom elhelyezkedése közvetlenül a mai folyómeder közepén volna.
A tűzvész egyik következményeként a következő évben elfogadták azt a törvényt, amely előírja, hogy az országban az összes közintézmény ajtajának kifelé kell nyílnia.